# Peneios (Mythologie)
Peneios (altgriechisch Πηνειός Pēneiós, lateinisch Peneius oder Peneus) ist in der griechischen Mythologie der Flussgott des gleichnamigen Flusses in Thessalien, der heute Pinios genannt wird.
Peneios ist der Sohn des Okeanos und der Tethys. Mit der Najade Krëusa bekam er die Kinder Hypseus und Stilbe (Tochter des Peneios) vereinzelt werden auch Andreus, Iphis, Menippe, Larissa und Kyrene als seine Kinder genannt. Letztere wird auch als Enkelin des Peneios bezeichnet. Nach Ovid ist er auch der Vater der Daphne. Peneios und seine Nachkommen spielten in der Geographie Thessaliens eine große Rolle. Sein Sohn Atrax soll die gleichnamige Stadt Atrax gegründet haben und Trikke (Trikala) soll nach einer Tochter des Flussgottes benannt sein.
Der Name wird von dem Wort πηνίον pēníon, ein schmückender Einschlagfaden beim Weben, hergeleitet, da sich der Fluss wie ein schöner Faden durch die Landschaft ziehe, oder von dem Wort φηνός phēnós, deutsch ‚leuchtend‘.